# Мігель Пас Барагона
Мігель Пас Барагона (1863—1937) — президент Гондурасу з 1 лютого 1925 до 1 лютого 1929 року.

## Політична кар'єра
Національна партія Гондурасу висунула Барагону як свого кандидата на пост президента під час виборів 1924 року. Інша провідна політична партія країни, Ліберальна, відмовилась висувати власного кандидата, тому Барагона здобув перемогу, набравши 99 % голосів виборців. Його президентство поклало початок періоду відносної стабільності в державі, що тривав протягом наступних тридцяти років.